# Špinavá bomba

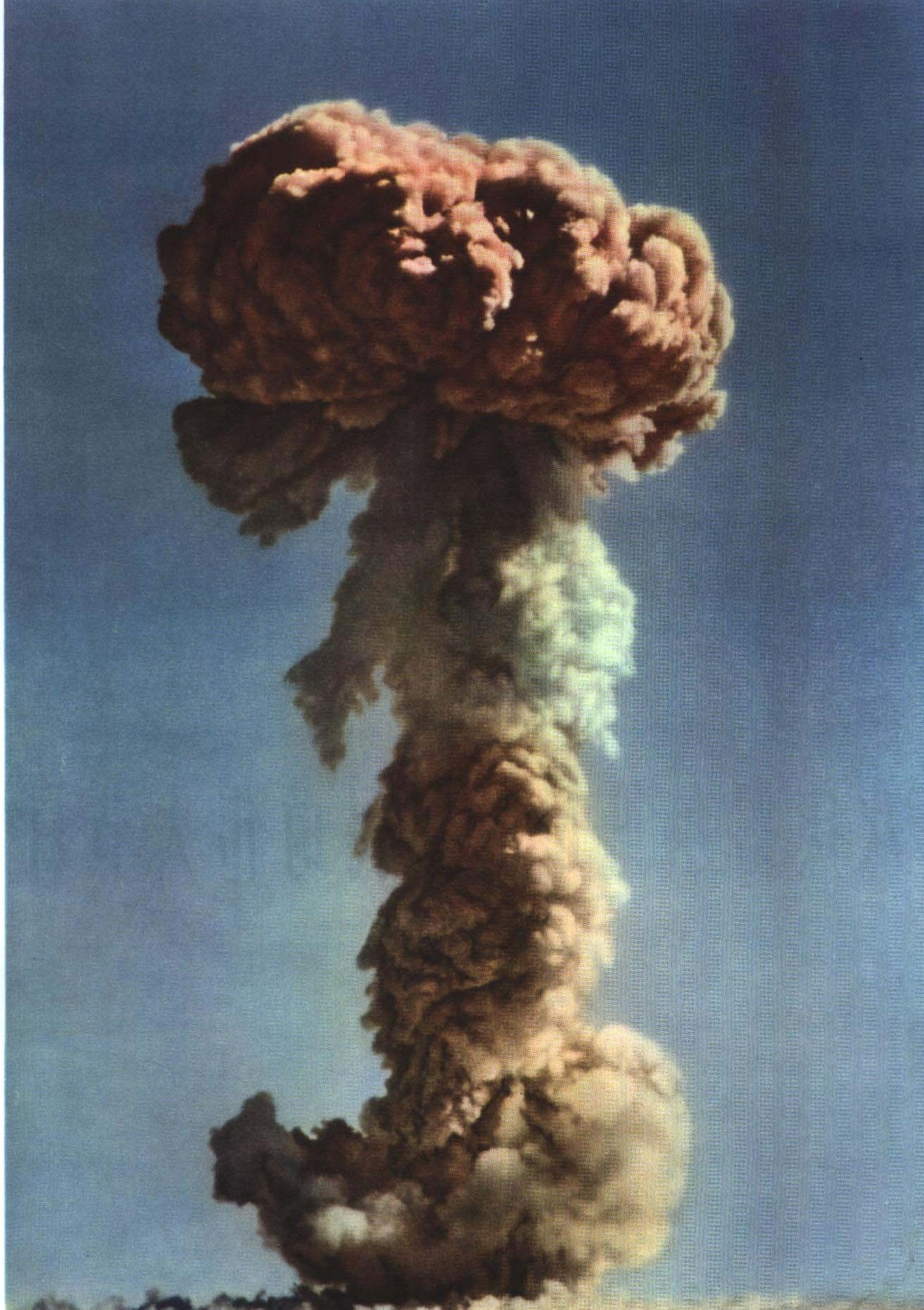
Výbuch špinavé bomby

Špinavá bomba je označení pro zbraň, způsobující radioaktivní zamoření rozmetáním radioaktivních látek klasickou výbušninou.
Skládá se z nálože klasické trhaviny a radioaktivního materiálu – například vyhořelého paliva z jaderné elektrárny nebo radioaktivního materiálu z průmyslových a medicínských zářičů.
Špinavá bomba funguje tak, že výbuch klasické trhaviny rozpráší radioaktivní látky do širokého okolí. Prostor zamoření závisí zejména na množství materiálů, výšce nad zemí, kde dojde k odpálení, rychlosti větru a okolním terénu.
Jedná se o zbraň, kterou lze sestrojit podstatně snáze než klasickou jadernou zbraň.
Pro jadernou zbraň je potřeba speciální radioaktivní materiál vysoké kvality. Také konstrukce klasické jaderné bomby je výrazně složitější, a tedy i dražší. 
Tento typ jaderné zbraně nebyl v praxi nikdy použit.
Panuje proto obava, že se špinavá bomba může stát zbraní teroristů. Vyrobit špinavou bombu se pokusily jak USA, tak i Irák a v obou zemích experti došli k závěru, že rozsah rozšíření radiace je mizivý. Odpálení takovéto zbraně by mělo patrně jen[zdroj?] velký psychologický efekt na obyvatelstvo. Z hlediska rentability následků může být proto pro teroristy lepší použít chemické nebo biologické zbraně.